# Corina Ssuschke
Corina Ssuschke est une joueuse allemande de volley-ball née le 9 mai 1983 à Chemnitz. Elle mesure 1,88 m et joue au poste de centrale. Elle totalise 235 sélections en équipe d'Allemagne.

## Clubs
| Club                  | De        | À         |
| --------------------- | --------- | --------- |
| Dresdner SC           | 2001-2002 | 2007-2008 |
| Pallavolo Cesena      | 2008-2009 | 2008-2009 |
| VK Prostějov          | 2009-2010 | 2010-2011 |
| Atom Trefl Sopot      | 2011-2012 | 2011-2012 |
| Lokomotiv VK          | 2012-2013 | 2012-2013 |
| Racing Club de Cannes | oct 2013  | déc 2013  |
| Dresdner SC           | jan 2014  | mai 2014  |
| NawaRo Straubing      | 2015-2016 | 2015-2016 |
| VV Grimma             | jan 2016  | mai 2016  |
| CPSV Volleys Chemnitz | 2016-2017 | …         |

## Palmarès

### Équipe nationale
- Championnat d'Europe
  - Finaliste : 2011, 2013.
- Ligue européenne
  - Vainqueur: 2013.

### Clubs
- Championnat d'Allemagne
  - Vainqueur : 2007, 2014.
- Championnat de République tchèque
  - Vainqueur : 2010.
- Coupe de République tchèque
  - Vainqueur : 2010.